# Гай Мений
 Тази статия е за римския политик от IV век пр. Хр..  За политика от V век пр. Хр. вижте Гай Мений (трибун).  
Гай Мений (на латински: Gaius Maenius) e политик на Римската република през 4 век пр.н.е. Произлиза от плебейската фамилия Мении.

## Политическа кариера
През 338 пр.н.е. той е консул с Луций Фурий Камил. Тази година е втората битка при Трифанум. Мений има победа против Антиум, Лавиниум и Велитрае.
През 320 пр.н.е. е диктатор. Той номинира Марк Фолий Флацинатор за негов magister equitum.
През 318 пр.н.е. е цензор с Луций Папирий Крас. През 314 пр.н.е. e за втори път диктатор и отново началник на конницата е Марк Фолий.